# Kleinbahn Selters–Hachenburg
| Kursbuchstrecke: | 193v (1934) 194v (1944, 1946) |                   |                   |
| Streckenlänge: | 23,4 km                       |                   |                   |
| Spurweite: | 1000 mm (Meterspur)           |                   |                   |
| Maximale Neigung: | 25 ‰                          |                   |                   |
| Minimaler Radius: | 100 m                         |                   |                   |
| |                               |                   |                   |
| \| \| 0,0 \| Selters \| 264 m ü. NN \| \| \| 3,0 \| Rückeroth \| Rückeroth \| \| \| 5,2 \| Herschbach \| Herschbach \| \| \| \| Herschbach Nord \| \| \| \| 9,0 \| Mündersbach \| Mündersbach \| \| \| 12,0 \| Marceau-Denkmal \| Marceau-Denkmal \| \| \| 14,0 \| Höchstenbach \| Höchstenbach \| \| \| 15,0 \| Winkelbach \| Winkelbach \| \| \| 16,0 \| Wahlrod \| Wahlrod \| \| \| 18,0 \| Niederhattert \| Niederhattert \| \| \| 19,0 \| Oberhattert \| Oberhattert \| \| \| 22,0 \| Abtei Marienstatt \| Abtei Marienstatt \| \| \| 23,4 \| Hachenburg \| 343 m ü. NN \| |                               |                   |                   |
| Kopfbahnhof Streckenanfang (Strecke außer Betrieb) | 0,0                           | Selters           | 264 m ü. NN       |
| Haltepunkt / Haltestelle (Strecke außer Betrieb) | 3,0                           | Rückeroth         | Rückeroth         |
| Bahnhof (Strecke außer Betrieb) | 5,2                           | Herschbach        | Herschbach        |
| Haltepunkt / Haltestelle (Strecke außer Betrieb) |                               | Herschbach Nord   | Herschbach Nord   |
| Haltepunkt / Haltestelle (Strecke außer Betrieb) | 9,0                           | Mündersbach       | Mündersbach       |
| Haltepunkt / Haltestelle (Strecke außer Betrieb) | 12,0                          | Marceau-Denkmal   | Marceau-Denkmal   |
| Bahnhof (Strecke außer Betrieb) | 14,0                          | Höchstenbach      | Höchstenbach      |
| Haltepunkt / Haltestelle (Strecke außer Betrieb) | 15,0                          | Winkelbach        | Winkelbach        |
| Haltepunkt / Haltestelle (Strecke außer Betrieb) | 16,0                          | Wahlrod           | Wahlrod           |
| Haltepunkt / Haltestelle (Strecke außer Betrieb) | 18,0                          | Niederhattert     | Niederhattert     |
| Haltepunkt / Haltestelle (Strecke außer Betrieb) | 19,0                          | Oberhattert       | Oberhattert       |
| Haltepunkt / Haltestelle (Strecke außer Betrieb) | 22,0                          | Abtei Marienstatt | Abtei Marienstatt |
| Kopfbahnhof Streckenende (Strecke außer Betrieb) | 23,4                          | Hachenburg        | 343 m ü. NN       |

Die Kleinbahn Selters–Hachenburg war eine schmalspurige Eisenbahnstrecke in Rheinland-Pfalz. Die rund 23 km lange Strecke mit einer Spurweite von 1000 Millimetern (Meterspur) lag im Westerwald und verlief von Hachenburg über Herschbach nach Selters (Westerwald). Die 1901 eröffnete Strecke führte im Westen der Westerwälder Seenplatte von Nord nach Süd und diente nur dem lokalen Verkehr, vor allem der Abfuhr von Bodenschätzen dieser „steinreichen“ Gegend. Der Abschnitt Hachenburg–Herschbach wurde schon 1950 stillgelegt, das Reststück Herschbach–Selters 1960.

## Geschichte

### Vorgeschichte und Eröffnung

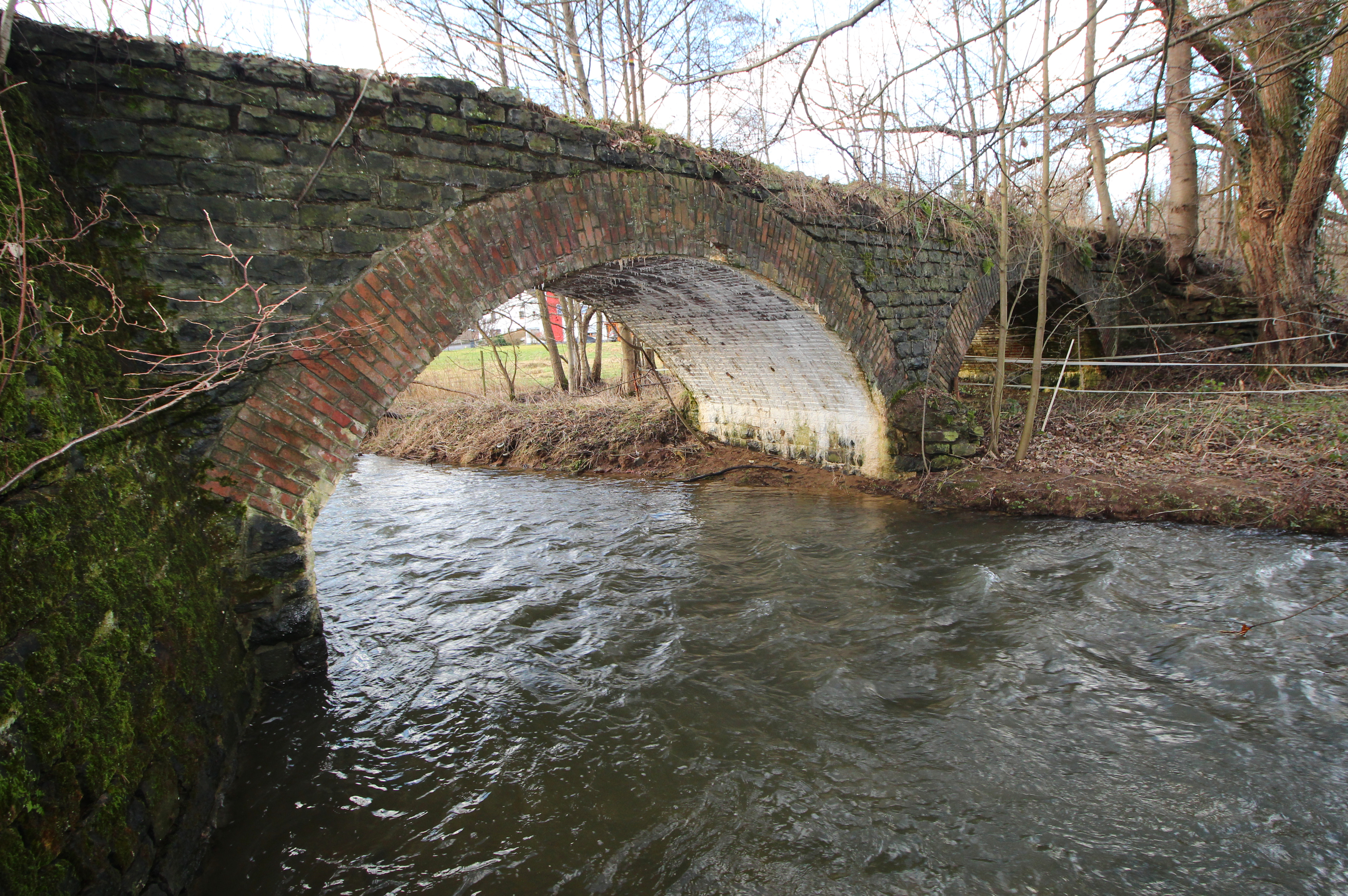
Das Viadukt über den Rothenbach in Hattert

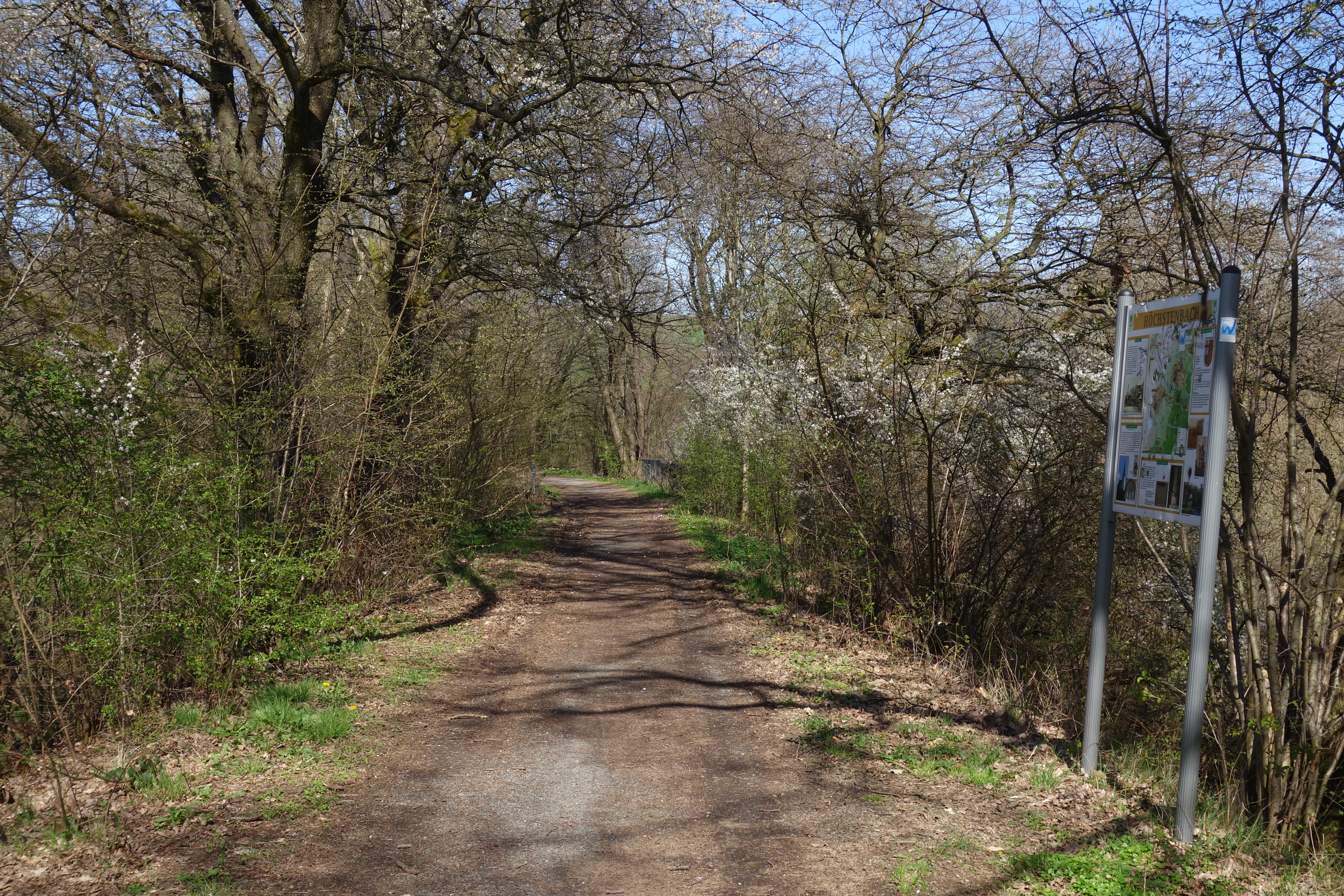
Einstige Bahntrasse bei Höchstenbach nahe der Wied-Brücke.

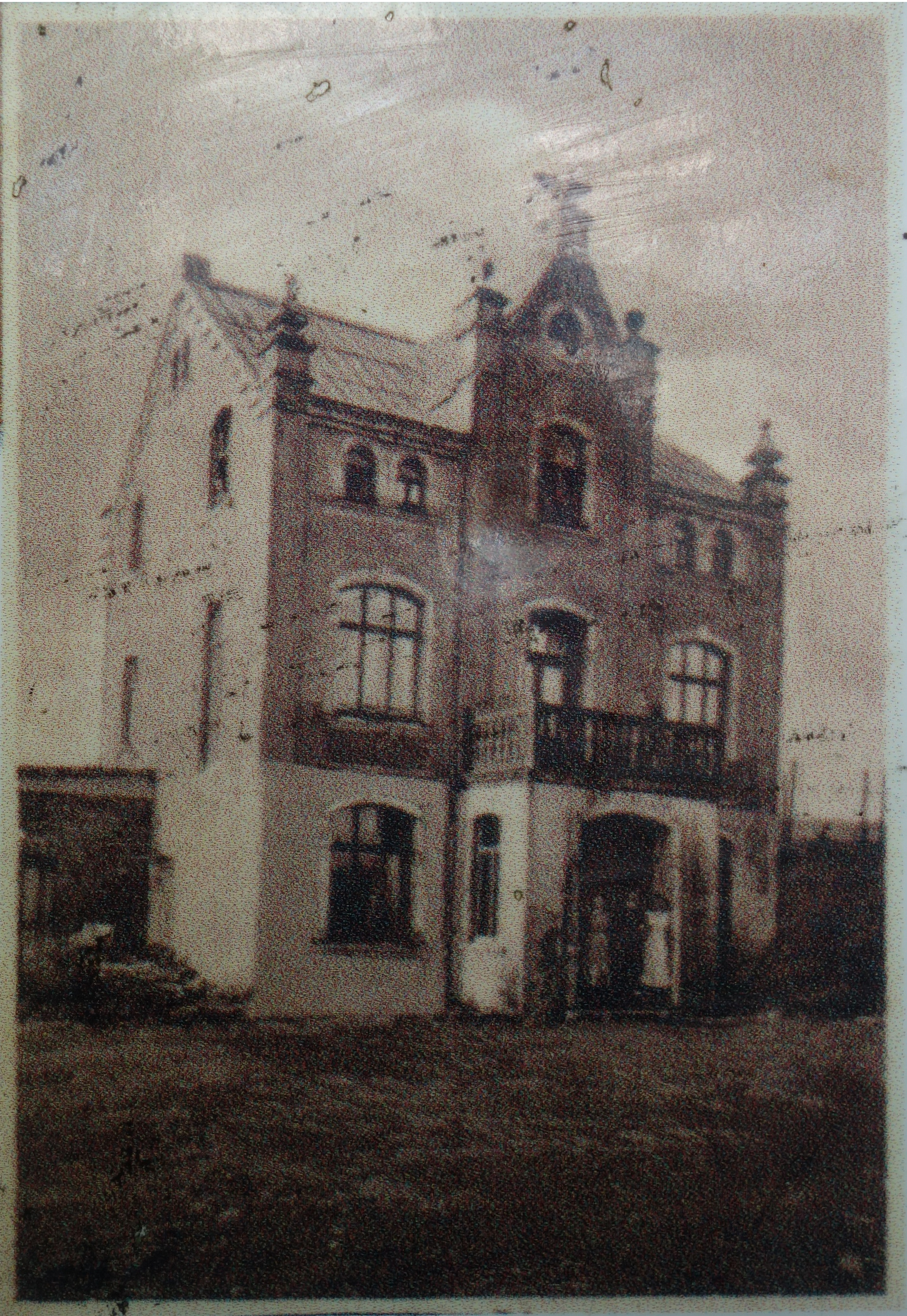
Bahnhofsgebäude von Höchstenbach

In der Gegend zwischen der Ober- und Unterwesterwaldbahn war Ende des 19. Jahrhunderts keine gute Verkehrsanbindung vorhanden. Die dortigen großen Sand- und Gesteinsvorkommen konnten nur mit hohen Transportkosten bis zu weiter entfernt liegenden Bahnhöfen ausgebeutet werden. Das Vorhaben einer schmalspurigen Kleinbahn fand daher schnell Unterstützung, 1899 wurde eine entsprechende Konzession erteilt. Daraufhin wurde 1900 die Kleinbahn Selters-Hachenburg AG gegründet, an der der Preußen, die Provinz Hessen-Nassau, der Ober- und Unterwesterwaldkreis sowie der Berliner Bauunternehmer Philipp Balke beteiligt waren.
Die eigentlichen Bauarbeiten für die Schmalspurbahn begannen noch 1900. Am 1. August 1901 wurde die Verbindung zwischen der Oberwesterwaldbahn und dem heute nicht mehr von Personenzügen befahrenen Teil der Unterwesterwaldbahn eröffnet. Erbaut wurde die Kleinbahn von der von Balke mitgegründeten AG für Bahnen und Tiefbauten, die bis 1918 auch den Betrieb führte. Etwa 50 Jahre später besaß der Unternehmer Norbert von Rützen-Kositzkau über 90 Prozent des Kapitals. Er wandelte die Gesellschaft 1955 in eine GmbH um. Betriebsmittelpunkt mit Werkstatt war der Bahnhof Herschbach. Von ihm ging auch eine 3,6 Kilometer lange Feldbahn in die benachbarten Quarzitgruben ab, die eine Spurweite von 600 Millimetern besaß.

### Stetiger Niedergang
In den ersten Betriebsjahren entwickelte sich der Verkehr gut, es konnte mehrfach eine Dividende ausgezahlt werden. So wurden etwa 60.000 Personen und circa 20.000 Tonnen Güter jährlich transportiert. Bereits nach dem Ersten Weltkrieg ging das Verkehrsaufkommen stark zurück. Mit der Rheinlandbesetzung wurde am 15. März 1923 der Personenverkehr ganz eingestellt und erst später wieder aufgenommen. Auch im Güterverkehr waren große Rückgänge zu verzeichnen, insbesondere in der Sand- und Quarzitabfuhr. Vor der Weltwirtschaftskrise erlebte der Verkehr nochmals einen Aufschwung, brach dann aber wieder ein. So wurden jährlich nur noch rund 20.000 Fahrgäste befördert. Erst in der zweiten Hälfte der 1930er Jahre gab es eine weitere kurze Blütezeit, so konnte jetzt unter anderem der dringend reparaturbedürftige Oberbau erneuert werden. 1936 wurde zudem mit dem von der Waggonfabrik Talbot gelieferten KSH T1 ein Dieseltriebwagen beschafft. Nach dem Zweiten Weltkrieg erfuhr die Schmalspurbahn nochmals einen Aufschwung, so wurden 1947 fast eine halbe Million Fahrgäste – vor allem Hamsterer – transportiert.

### Letzte Bestrebungen zur Modernisierung
Der Verkehr auf dem Nordabschnitt Herschbach–Hachenburg war schon immer recht schwach gewesen, unter anderem, weil in Hachenburg der Bahnhof oberhalb der Normalspurbahn lag und keine Güterumladung möglich war. Der Großteil des Güterversandes konzentrierte sich auf Herschbach und wurde nach Selters abgefahren. So wurde der Abschnitt von Herschbach nach Hachenburg am 13. Mai 1950 stillgelegt und anschließend abgebaut. 1951 wurde in das Reststück nochmals investiert. In Selters entstanden zwei Rollwagengruben, fortan entfiel das teure und zeitaufwendige Umladen aller Güter. Das Verkehrsaufkommen ging allerdings weiter zurück, auch die 1957 erfolgte Investition in eine gebrauchte Diesellokomotive und drei Personenwagen der in diesem Jahr stillgelegten Rendsburger Kreisbahn zur Aufgabe des Dampflokbetriebes konnte den Niedergang nicht stoppen. Am 16. Juli 1960 wurde der Personenverkehr eingestellt, der Güterverkehr folgte am 22. November desselben Jahres. Anschließend wurde die Strecke abgebaut. Der Busverkehr ging auf die Westerwaldbahn über.

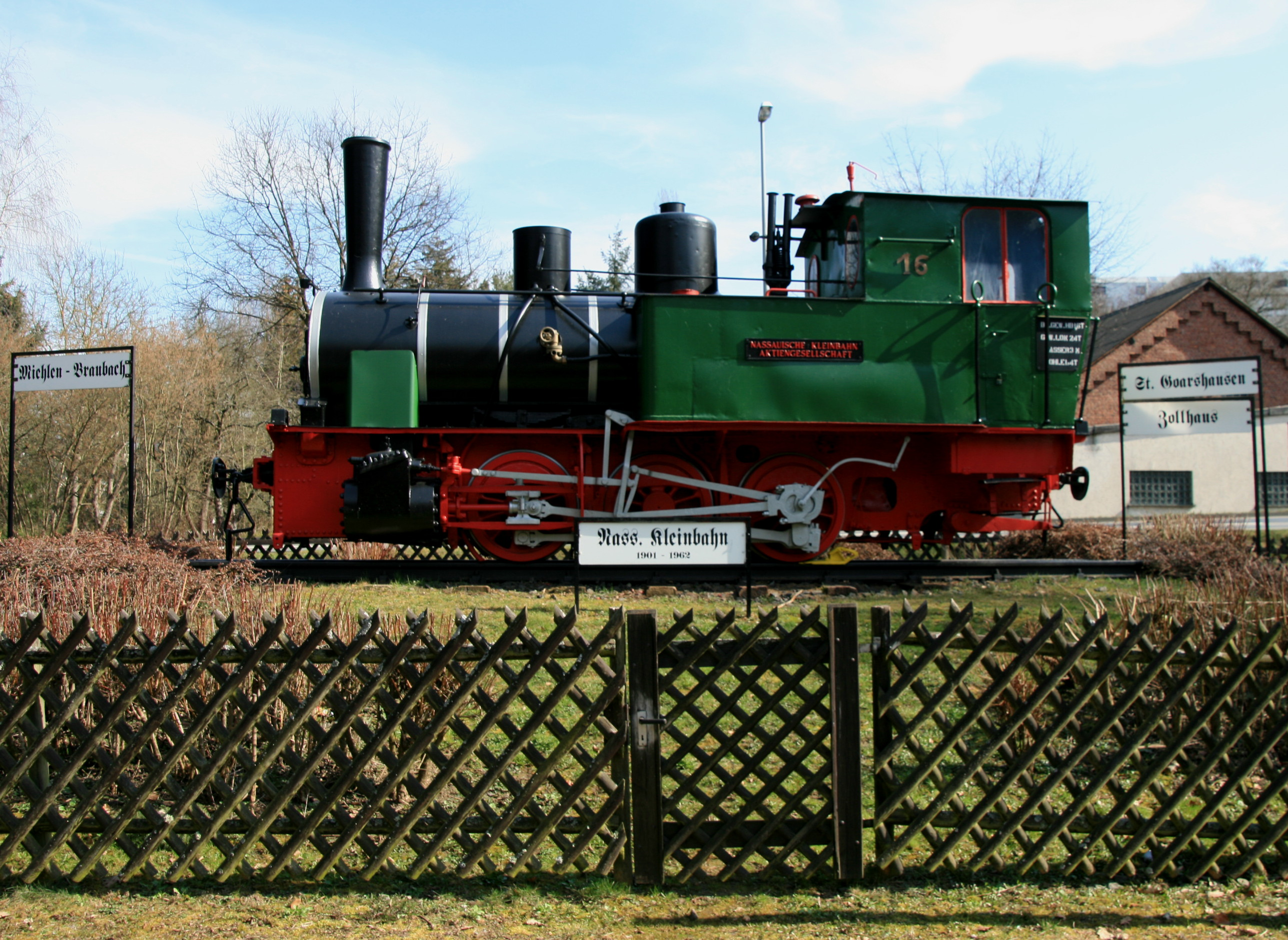
Denkmallok an ihrem ehemaligen Standort Nastätten: Dreikuppler-Henschellok mit der Betriebsnummer 2. Sie kam später in Besitz der Nassauischen Kleinbahn AG.

Bis heute erhalten geblieben ist die Nassdampf-Tenderlok Nr. 2 (1900 mit Fabriknummer 5575 bei Henschel & Sohn in Cassel erbaut, 25 t, 30 km/h, 160 PS). Sie wurde 1957 an die Nassauische Kleinbahn AG verkauft und kam dort als Nr. 16 in Zweitbesetzung bis 1962 zum Einsatz. Seit dem 13. Juni 1981 stand sie als Denkmal in Nastätten, 2017 wurde sie an den niederländischen Privatsammler Wim Pater verkauft und soll künftig als Museumslokomotive eingesetzt werden.